# Deficit di adenosina deaminasi
Il deficit dell'enzima adenosina deaminasi ((ADA-scid)) fa parte del gruppo delle immunodeficienze combinate gravi, di cui costituisce il 20-30%, ed è causata da una serie di mutazioni trasmesse con modalità autosomica recessiva. In tali patologie il sistema immunitario è gravemente compromesso, al punto che l'organismo è incapace di difendersi da qualsiasi agente infettivo. 
L'Ada-Scid si manifesta già nelle prime settimane di vita con estrema suscettibilità a tutti i tipi di infezioni, anche da parte dei batteri e dei virus più innocui per soggetti sani. In assenza di trattamento, compaiono ben presto infezioni ricorrenti, soprattutto alle vie respiratorie, che possono risultare letali entro i primi anni di vita.
Il nome bambini bolla deriva dal fatto che i bambini affetti da tale patologia, sono costretti a vivere in un ambiente assolutamente sterile e isolato per evitare il contatto con patogeni.

## Eziologia
L'Ada-Scid è causata dall'alterazione del gene che permette la produzione di un enzima chiamato adenosin deaminasi (ADa), importante nella maturazione dei linfociti. La malattia si trasmette come carattere autosomico recessivo. 
Le mutazioni responsabili riguardano il gene per l'enzima ADA, sono spesso di tipo puntiforme e sono localizzate sul cromosoma 20 nella regione q13 ma sono state individuate anche delezioni a livello del promotore. Esistono alcune mutazioni in grado di dare origine ad un enzima dotato d'una parziale attività che può determinare la comparsa dell'immunodeficienza, spesso più lieve, in età tardiva.
L'enzima ADA è necessario per catalizzare le reazioni di conversione dell'adenosina e della desossiadenosina in inosina e desossiinosina, rispettivamente, evento facente parte dei processi catabolici delle purine. A seguito di ciò si accumulano substrati e metaboliti quali adenosina, desossiadenosina e desossi-ATP che sono in grado di indurre danni cromosomici bloccando i sistemi di sintesi, regolazione e riparazione del DNA e l'enzima ribonucleotide riduttasi, predisposta nella sintesi dei desossiribonucleotidi trifosfati.
I tipi cellulari maggiormente coinvolti in queste alterazioni sono i linfociti B e T i quali non riescono a duplicarsi allorché vengono stimolati durante le risposte immunitarie.

## Sintomatologia
Come in tutte le immunodeficienze combinate il deficit funzionale dei linfociti B e T provoca la comparsa in precoce età di infezioni serie persistenti, spesso causate da agenti patogeni opportunisti. In questi casi è importante stabilire una diagnosi rapida del patogeno in questione in quanto l'individuo può andare rapidamente incontro alla morte.
Talvolta è possibile la comparsa di una sintomatologia tipica della malattia del trapianto contro l'ospite (Graft versus host disease) che si ritiene sia dovuta all'azione dei linfociti T di origine materna penetrati nel circolo sanguigno del neonato al momento del parto.
È anche possibile la comparsa di ritardo di crescita del bambino.
Oltre a queste condizioni, nelle persone con deficit di ADA possono associarsi anomalie dello scheletro come coste corte e platispondilia e rosario rachitico che sono assai caratteristiche all'esame radiologico.
Nel 10% dei casi sono presenti anche alterazioni neurologiche, renali e fibrosi dei surreni (forse per azione dei metaboliti tossici rilasciati). Meno frequentemente può comparire uno stato di broncopneumopatia cronica.
Nelle persone con l'enzima ADA parzialmente attivo è possibile la comparsa d'asma grave, manifestazioni di tipo autoimmune ed aumento delle IgE.

## Alterazioni di laboratorio
In epoca neonatale possono non aversi alterazioni ma col tempo tende a svilupparsi una diminuzione dei linfociti T e dei B, linfopenia, anergia cutanea e diminuzione della risposta proliferativa in vitro delle cellule all'uso di mitogeni. Spesso si ha assenza delle gammaglobuline o più raramente una lieve ipogammaglobulinemia.

## Diagnosi
La diagnosi di deficit di ADA viene posta analizzando l'attività dell'enzima in linfociti, eritrociti e fibroblasti messi in cultura. Sono inoltre assai elevati i livelli d'adenosina e desossiadenosina e quest'ultima è anche molto aumentata nelle urine.
La diagnosi può anche essere posta nel periodo prenatale tramite l'analisi dei livelli di ADA negli eritrociti fetali o nelle cellule del liquido amniotico, dopo esser state messe in cultura.

## Prognosi e terapia
La prognosi è infausta se non si riesce a ricorrere ad una terapia dopo breve tempo.
Le prime forme di terapia consistettero nella trasfusione di sangue al fine di sfruttarne il contenuto in ADA. Successivamente (1987) si tentò il ripristino della normale attività dell'enzima ADA tramite una sua estrazione da bovini. L'enzima coniugato con glicole etilenico veniva poi iniettato nel circolo ma sfortunatamente tale modalità terapeutica perdeva efficacia col passar del tempo a causa del prodursi di anticorpi contro l'ADA d'origine bovina.
Attualmente la migliore terapia consiste nel trapianto di midollo al fine di restaurare il sistema immunitario del soggetto. Al momento i risultati ottenuti sono molto buoni ma resta la difficoltà di reperire un donatore perfettamente compatibile. Sono stati anche tentati protocolli che utilizzassero midollo di donatori semicompatibili (genitori) appositamente trattato per  eliminare i linfociti T e scongiurare una malattia del trapianto contro l'ospite.

In caso di assenza di tale opzione si ricorre all'iniezione: si può fornire al bambino l'enzima Ada purificato, di origine bovina, coniugato con polietilenglicole (terapia Peg-Ada), che permette il blocco della degradazione dell'enzima dalle proteasi dell'organismo consentendo così un aumento della sua emivita. Tale terapia tende a normalizzare i parametri immunologici ed a diminuire i metaboliti tossici ma non funziona con tutti gli individui. Grazie ad opportuni sistemi di clonaggio, oltre a quella bovina, si può anche utilizzare ADA umana. In caso di necessità si ricorre all'infusione d'eritrociti irradiati al fine di eliminare i linfociti T del donatore.
La terapia genica che si avvale dell'utilizzo del retrovirus, è stata tentata per la prima volta nella cura del deficit d'ADA. I primi risultati, ottenuti trasfettando cellule staminali midollari o linfociti T periferici con una copia del gene non mutato inserito, insieme ad un promotore, in un vettore, hanno evidenziato a breve termine un aumento dell'attività dell'enzima e dell'immunità del soggetto dopo un anno. Nel medio periodo la terapia ha mostrato di mantenere la sua efficacia.
Nel Maggio 2016 l'Unione Europea ha approvato l'utilizzo della terapia genica Strimvelis, per il trattamento di bambini per cui non sia reperibile un donatore di midollo compatibile.